# Rubel radziecki
Rubel radziecki (ros. советский рубль) – waluta używana w ZSRR. Rubel dzielił się na 100 kopiejek.

## Odmiany językowe
W różnych republikach radzieckich różnie nazywano rubla. Nazwy te były umieszczone również na banknotach. Poniżej tabelka z wariantami nazwy waluty w 15 językach w kolejności jak na banknotach.
| Język      | W języku lokalnym | W języku lokalnym | Transliteracja | Transliteracja |
| Język      | rubel             | kopiejka          | rubel          | kopiejka       |
| ---------- | ----------------- | ----------------- | -------------- | -------------- |
| Rosyjski   | рубль             | копейка           | rubl           | kopiejka       |
| Ukraiński  | карбованець       | копійка           | karbowanec     | kopijka        |
| Białoruski | рубель            | капейка           | rubiel         | kapiejka       |
| Uzbecki    | сўм               | тийин             | sŭm            | tijin          |
| Kazachski  | сом               | тиын              | som            | tiyn           |
| Gruziński  | მანეთი            | კაპიკი            | maneti         | kapiki         |
| Azerski    | манат             | гəпик             | manat          | qəpik          |
| Litewski   | rublis            | kapeika           | –              | –              |
| Mołdawski  | рублэ             | копейкэ           | rublă          | copeică        |
| Łotewski   | rublis            | kapeika           | –              | –              |
| Kirgiski   | сом               | тыйн              | som            | tyjn           |
| Tadżycki   | сўм               | танга             | sŭm            | tanga          |
| Ormiański  | ռուբլի            | կոպեկ             | rubli          | kopek          |
| Turkmeński | манат             | көпүк             | manat          | köpük          |
| Estoński   | rubla             | kopikas           | –              | –              |

## Monety

### Emisja 1924–1925
| Wizerunek | Nominał      | Metal  | Średnica (mm) | Grubość (mm) | Waga (g) | Rewers                       | Awers                                                                           | Daty wybicia        | Data Wycofania |
| --------- | ------------ | ------ | ------------- | ------------ | -------- | ---------------------------- | ------------------------------------------------------------------------------- | ------------------- | -------------- |
|           | 1/2 kopiejki | miedź  | 16            | 1,2          | 1,64     | Nominał, rok                 | Napis „ZSRR”, Napis „Proletariusze wszystkich krajów, łączcie się!”             | 1925 1927–1928      | 1961           |
|           | 1 kopiejka   | miedź  | 21,3          | 1,2          | 3,27     | Nominał, rok, kłosy          | Godło ZSRR, Napis „ZSRR”, Napis „Proletariusze wszystkich krajów, łączcie się!” | 1924–1925           | 1961           |
|           | 2 kopiejki   | miedź  | 24            | 2,0          | 6,55     | Nominał, rok, kłosy          | Godło ZSRR, Napis „ZSRR”, Napis „Proletariusze wszystkich krajów, łączcie się!” | 1924–1925           | 1961           |
|           | 3 kopiejki   | miedź  | 27,7          | 2,1          | 9,80     | Nominał, rok, kłosy          | Godło ZSRR, Napis „ZSRR”, Napis „Proletariusze wszystkich krajów, łączcie się!” | 1924                | 1961           |
|           | 5 kopiejek   | miedź  | 32            | 2,4          | 16,38    | Nominał, rok, kłosy          | Godło ZSRR, Napis „ZSRR”, Napis „Proletariusze wszystkich krajów, łączcie się!” | 1924                | 1961           |
|           | 10 kopiejek  | Srebro | 17,27         | 1,0          | 1,8      | Nominał, rok, kłosy          | Godło ZSRR, Napis „ZSRR”, Napis „Proletariusze wszystkich krajów, łączcie się!” | 1924–1925 1927–1931 | 1961           |
|           | 15 kopiejek  | Srebro | 19,56         | 1,0          | 2,7      | Nominał, rok, kłosy          | Godło ZSRR, Napis „ZSRR”, Napis „Proletariusze wszystkich krajów, łączcie się!” | 1924–1925 1927–1931 | 1961           |
|           | 20 kopiejek  | Srebro | 21,84         | 1,1          | 3,6      | Nominał, rok, kłosy          | Godło ZSRR, Napis „ZSRR”, Napis „Proletariusze wszystkich krajów, łączcie się!” | 1924–1925 1927–1931 | 1961           |
|           | 50 kopiejek  | Srebro | 26,67         | 2,0          | 10       | Kowal, rok                   | Godło ZSRR, Napis „ZSRR”, Napis „Proletariusze wszystkich krajów, łączcie się!” | 1924–1927           | 1961           |
|           | 1 rubel      | Srebro | 33,5          | 2,6          | 20       | Robotnicy na tle słońca, rok | Godło ZSRR, Napis „ZSRR”, Napis „Proletariusze wszystkich krajów, łączcie się!” | 1924                | 1961           |

### Emisja 1926–1931
| Wizerunek | Nominał     | Metal         | Średnica (mm) | Grubość (mm) | Waga (g) | Rewers                                                                                    | Awers                                                                           | Daty Wybicia | Data Wycofania          |
| --------- | ----------- | ------------- | ------------- | ------------ | -------- | ----------------------------------------------------------------------------------------- | ------------------------------------------------------------------------------- | ------------ | ----------------------- |
|           | 1 kopiejka  | brąz          | 15            | 1,0          | 1        | Nominał, rok, kłosy                                                                       | Godło ZSRR, Napis „ZSRR”, Napis „Proletariusze wszystkich krajów, łączcie się!” | 1926–1935    | Oficjalnie nie wycofano |
|           | 2 kopiejki  | brąz          | 18            | 1,1          | 2        | Nominał, rok, kłosy                                                                       | Godło ZSRR, Napis „ZSRR”, Napis „Proletariusze wszystkich krajów, łączcie się!” | 1926–1935    | Oficjalnie nie wycofano |
|           | 3 kopiejki  | brąz          | 22            | 1,3          | 3        | Nominał, rok, kłosy                                                                       | Godło ZSRR, Napis „ZSRR”, Napis „Proletariusze wszystkich krajów, łączcie się!” | 1926–1935    | Oficjalnie nie wycofano |
|           | 5 kopiejek  | brąz          | 25            | 1,5          | 5        | Nominał, rok, kłosy                                                                       | Godło ZSRR, Napis „ZSRR”, Napis „Proletariusze wszystkich krajów, łączcie się!” | 1926–1935    | 31 grudnia 1960         |
|           | 10 kopiejek | miedzionikiel | 17,27         | 1,1          | 1,8      | Robotnik z tarczą z nominałem, rok, napis „Związek Socjalistycznych Republik Radzieckich” | Godło ZSRR, Napis „Proletariusze wszystkich krajów, łączcie się!”               | 1931–1934    | 31 grudnia 1960         |
|           | 15 kopiejek | miedzionikiel | 19,56         | 1,2          | 2,7      | Robotnik z tarczą z nominałem, rok, napis „Związek Socjalistycznych Republik Radzieckich” | Godło ZSRR, Napis „Proletariusze wszystkich krajów, łączcie się!”               | 1931–1934    | 31 grudnia 1960         |
|           | 20 kopiejek | miedzionikiel | 21,84         | 1,4          | 3,6      | Robotnik z tarczą z nominałem, rok, napis „Związek Socjalistycznych Republik Radzieckich” | Godło ZSRR, Napis „Proletariusze wszystkich krajów, łączcie się!”               | 1931–1934    | 31 grudnia 1960         |

### Emisja 1935
| Wizerunek | Nominał     | Metal         | Średnica (mm) | Grubość (mm) | Waga (g) | Rewers                                      | Awers                    | Daty wybicia                       | Data wycofania          |
| --------- | ----------- | ------------- | ------------- | ------------ | -------- | ------------------------------------------- | ------------------------ | ---------------------------------- | ----------------------- |
|           | 1 kopiejka  | brąz          | 15            | 1,0          | 1        | Nominał, rok, kłosy                         | Godło ZSRR, Napis "ZSRR" | 1935–1941 1945–1946 1948–1957      | Oficjalnie nie wycofano |
|           | 2 kopiejki  | brąz          | 18            | 1,1          | 2        | Nominał, rok, kłosy                         | Godło ZSRR, Napis "ZSRR" | 1935–1941 1945–1946 1948–1957      | Oficjalnie nie wycofano |
|           | 3 kopiejki  | brąz          | 22            | 1,3          | 3        | Nominał, rok, kłosy                         | Godło ZSRR, Napis "ZSRR" | 1935–1941 1943 1945–1946 1948–1957 | Oficjalnie nie wycofano |
|           | 5 kopiejek  | brąz          | 25            | 1,5          | 5        | Nominał, rok, kłosy                         | Godło ZSRR, Napis "ZSRR" | 1935–1941 1943 1945–1946 1948–1957 | 31 grudnia 1960         |
|           | 10 kopiejek | miedzionikiel | 17,27         | 1,1          | 1,8      | Tarcza z nominałem, rok, ornamenty roślinne | Godło ZSRR, Napis "ZSRR" | 1935–1946 1948–1957                | 31 grudnia 1960         |
|           | 15 kopiejek | miedzionikiel | 19,56         | 1,2          | 2,5      | Tarcza z nominałem, rok, ornamenty roślinne | Godło ZSRR, Napis "ZSRR" | 1935–1946 1948–1957                | 31 grudnia 1960         |
|           | 20 kopiejek | miedzionikiel | 21,84         | 1,4          | 3,6      | Tarcza z nominałem, rok, ornamenty roślinne | Godło ZSRR, Napis "ZSRR" | 1935–1946 1948–1957                | 31 grudnia 1960         |

### Emisja 1961–1991
| Wizerunek | Nominał     | Metal         | Średnica (mm) | Grubość (mm) | Waga (g) | Rewers              | Awers                                                             | Daty wybicia        | Data wycofania  |
| --------- | ----------- | ------------- | ------------- | ------------ | -------- | ------------------- | ----------------------------------------------------------------- | ------------------- | --------------- |
|           | 1 kopiejka  | miedź-cynk    | 15            | 0,9          | 1,0      | Nominał, rok, kłosy | Godło ZSRR, Napis „ZSRR”                                          | 1961–1991           | 1 stycznia 1999 |
|           | 2 kopiejki  | miedź-cynk    | 18            | 1,1          | 2,0      | Nominał, rok, kłosy | Godło ZSRR, Napis „ZSRR”                                          | 1961–1991           | 1 stycznia 1999 |
|           | 3 kopiejki  | miedź-cynk    | 22            | 1,3          | 3,0      | Nominał, rok, kłosy | Godło ZSRR, Napis „ZSRR”                                          | 1961–1963 1965–1991 | 1 stycznia 1999 |
|           | 5 kopiejek  | miedź-cynk    | 25            | 1,5          | 5,0      | Nominał, rok, kłosy | Godło ZSRR, Napis „ZSRR”                                          | 1961–1963 1965–1991 | 1 stycznia 1999 |
|           | 10 kopiejek | miedzionikiel | 17,27         | 1,2          | 1,6      | Nominał, rok, kłosy | Godło ZSRR, Napis „ZSRR”                                          | 1961–1963 1965–1991 | 1 stycznia 1999 |
|           | 15 kopiejek | miedzionikiel | 19,56         | 1,3          | 2,5      | Nominał, rok, kłosy | Godło ZSRR, Napis „ZSRR”                                          | 1961–1963 1965–1991 | 1 stycznia 1999 |
|           | 20 kopiejek | miedzionikiel | 21,8          | 1,5          | 3,4      | Nominał, rok, kłosy | Godło ZSRR, Napis „ZSRR”                                          | 1961–1963 1965–1991 | 1 stycznia 1999 |
|           | 50 kopiejek | miedzionikiel | 24            | 1,7          | 4,4      | Nominał, rok, kłosy | Godło ZSRR, Napis „ZSRR”                                          | 1961–1991           | 1 stycznia 1999 |
|           | 1 rubel     | miedzionikiel | 27            | 1,9          | 7,5      | Nominał, Rok, Kłosy | Godło ZSRR, Napis „Związek Socjalistycznych Republik Radzieckich” | 1961–1991           | 1 stycznia 1999 |

## Banknoty

### Emisja 1925
| Awers | Rewers | Nominał | Wymiary     | Opis awers        | Opis rewers       | Znak wodny | Data wprowadzenia | Data wycofania |
| ----- | ------ | ------- | ----------- | ----------------- | ----------------- | ---------- | ----------------- | -------------- |
|       |        | 3 ruble | 128 x 62 mm | Wartość nominalna | Wartość nominalna | Brak       | Marzec 1925       | 1947           |
|       |        | 5 rubli | 165 x 70 mm | Robotnik          | Wartość nominalna | Cyfra 5    | Marzec 1925       | 1947           |

### Emisja 1934
| Awers | Rewers | Nominał | Wymiary     | Opis awers        | Opis rewers       | Znak wodny | Data wprowadzenia | Data wycofania |
| ----- | ------ | ------- | ----------- | ----------------- | ----------------- | ---------- | ----------------- | -------------- |
|       |        | 1 rubel | 118 x 60 mm | Wartość nominalna | Wartość nominalna | Brak       | Lipiec 1934       | 1947           |
|       |        | 3 ruble | 136 x 68 mm | Wartość nominalna | Wartość nominalna | Brak       | Lipiec 1934       | 1947           |
|       |        | 5 rubli | 136 x 70 mm | Wartość nominalna | Wartość nominalna | Brak       | Lipiec 1934       | 1947           |

### Emisja 1938
| Awers | Rewers | Nominał | Wymiary     | Opis awers | Opis rewers       | Znak wodny | Data wprowadzenia | Data wycofania |
| ----- | ------ | ------- | ----------- | ---------- | ----------------- | ---------- | ----------------- | -------------- |
|       |        | 1 rubel | 124 x 60 mm | Górnik     | Wartość nominalna | Brak       | 1938              | 1947           |
|       |        | 3 ruble | 134 x 67 mm | Żołnierze  | Wartość nominalna | Brak       | 1938              | 1947           |
|       |        | 5 rubli | 144 x 68 mm | Pilot      | Wartość nominalna | Brak       | 1938              | 1947           |

### Emisja 1947
| Awers | Rewers | Nominał   | Wymiary      | Opis awers                    | Opis rewers       | Znak wodny                    | Data wprowadzenia                               | Data wycofania  |
| ----- | ------ | --------- | ------------ | ----------------------------- | ----------------- | ----------------------------- | ----------------------------------------------- | --------------- |
|       |        | 1 rubel   | 82 x 124 mm  | Wartość nominalna             | Wartość nominalna | Gwiazdki                      | 1 wersja: 16 grudnia 1947 2 wersja: marzec 1957 | 1 kwietnia 1961 |
|       |        | 3 ruble   | 86 x 133 mm  | Wartość nominalna             | Wartość nominalna | Gwiazdki                      | 1 wersja: 16 grudnia 1947 2 wersja: marzec 1957 | 1 kwietnia 1961 |
|       |        | 5 rubli   | 88 x 143 mm  | Wartość nominalna             | Wartość nominalna | Gwiazdki                      | 1 wersja: 16 grudnia 1947 2 wersja: marzec 1957 | 1 kwietnia 1961 |
|       |        | 10 rubli  | 159 x 92 mm  | Wizerunek Włodzimierza Lenina | Wartość nominalna | Gwiazdki                      | 1 wersja: 16 grudnia 1947 2 wersja: marzec 1957 | 1 kwietnia 1961 |
|       |        | 25 rubli  | 169 x 95 mm  | Wizerunek Włodzimierza Lenina | Wartość nominalna | Gwiazdki                      | 1 wersja: 16 grudnia 1947 2 wersja: marzec 1957 | 1 kwietnia 1961 |
|       |        | 50 rubli  | 218 x 103 mm | Wizerunek Włodzimierza Lenina | Wartość nominalna | Wizerunek Włodzimierza Lenina | 1 wersja: 16 grudnia 1947 2 wersja: marzec 1957 | 1 kwietnia 1961 |
|       |        | 100 rubli | 230 x 115 mm | Wizerunek Włodzimierza Lenina | Kreml moskiewski  | Wizerunek Włodzimierza Lenina | 1 wersja: 16 grudnia 1947 2 wersja: marzec 1957 | 1 kwietnia 1961 |

### Emisja 1961
| Awers | Rewers | Nominał   | Wymiary     | Opis awers                    | Opis rewers         | Znak wodny                    | Data wprowadzenia | Data wycofania   |
| ----- | ------ | --------- | ----------- | ----------------------------- | ------------------- | ----------------------------- | ----------------- | ---------------- |
|       |        | 1 rubel   | 105 x 52 mm | Wartość nominalna             | Wartość nominalna   | Gwiazdki                      | 1 stycznia 1961   | 31 grudnia 1993  |
|       |        | 3 ruble   | 113 x 57 mm | Kreml moskiewski              | Wartość nominalna   | Gwiazdki                      | 1 stycznia 1961   | 31 grudnia 1993  |
|       |        | 5 rubli   | 113 x 57 mm | Baszta Spasska                | Wartość nominalna   | Gwiazdki                      | 1 stycznia 1961   | 31 grudnia 1993  |
|       |        | 10 rubli  | 121 x 61 mm | Wizerunek Włodzimierza Lenina | Wartość nominalna   | Gwiazdki                      | 1 stycznia 1961   | 31 grudnia 1993  |
|       |        | 25 rubli  | 121 x 61 mm | Wizerunek Włodzimierza Lenina | Wartość nominalna   | Gwiazdki                      | 1 stycznia 1961   | 26 lipca 1993    |
|       |        | 50 rubli  | 140 x 70 mm | Wizerunek Włodzimierza Lenina | Senat Kremla        | Wizerunek Włodzimierza Lenina | 1 stycznia 1961   | 23 stycznia 1991 |
|       |        | 100 rubli | 140 x 70 mm | Wizerunek Włodzimierza Lenina | Wieża Vodovzvodnaya | Wizerunek Włodzimierza Lenina | 1 stycznia 1961   | 23 stycznia 1991 |

### Emisja 1991
| Awers | Rewers | Nominał    | Wymiary     | Opis awers                    | Opis rewers                                         | Znak wodny                    | Data wprowadzenia | Data wycofania  |
| ----- | ------ | ---------- | ----------- | ----------------------------- | --------------------------------------------------- | ----------------------------- | ----------------- | --------------- |
|       |        | 1 rubel    | 105 × 53 mm | Wartość nominalna             | Wartość nominalna                                   | Gwiazdki                      | 27 czerwca 1991   | 31 grudnia 1993 |
|       |        | 3 ruble    | 113 × 57 mm | Kreml moskiewski              | Wartość nominalna                                   | Gwiazdki                      | 27 czerwca 1991   | 31 grudnia 1993 |
|       |        | 5 rubli    | 113 × 57 mm | Baszta Spasska                | Wartość nominalna                                   | Gwiazdki                      | 27 czerwca 1991   | 31 grudnia 1993 |
|       |        | 10 rubli   | 124 × 62 mm | Wizerunek Włodzimierza Lenina | Wartość nominalna                                   | Gwiazdki                      | 27 czerwca 1991   | 31 grudnia 1993 |
|       |        | 50 rubli   | 140 × 71 mm | Wizerunek Włodzimierza Lenina | Senat Kremla                                        | Wizerunek Włodzimierza Lenina | 23 stycznia 1991  | 26 lipca 1993   |
|       |        | 100 rubli  | 140 × 71 mm | Wizerunek Włodzimierza Lenina | Wieża Vodovzvodnaya                                 | Wizerunek Włodzimierza Lenina | 23 stycznia 1991  | 26 lipca 1993   |
|       |        | 200 rubli  | 144 × 71 mm | Wizerunek Włodzimierza Lenina | Pałac Kongresów                                     | Wizerunek Włodzimierza Lenina | 2 kwietnia 1991   | 26 lipca 1993   |
|       |        | 500 rubli  | 144 × 71 mm | Wizerunek Włodzimierza Lenina |                                                     | Wizerunek Włodzimierza Lenina | 26 grudnia 1991   | 26 lipca 1993   |
|       |        | 1000 rubli | 144 × 71 mm | Wizerunek Włodzimierza Lenina | Widok moskiewskiego Kremla ze wzgórza Wasilewskiego | Wizerunek Włodzimierza Lenina | 19 marca 1991     | 26 lipca 1993   |

### Emisja 1992
| Awers | Rewers | Nominał    | Wymiary     | Opis awers                    | Opis rewers                                         | Znak wodny | Data wprowadzenia | Data wycofania |
| ----- | ------ | ---------- | ----------- | ----------------------------- | --------------------------------------------------- | ---------- | ----------------- | -------------- |
|       |        | 50 rubli   | 140 × 71 mm | Wizerunek Włodzimierza Lenina | Senat Kremla                                        | Gwiazdki   | 1 lipca 1992      | 26 lipca 1993  |
|       |        | 100 rubli  | 140 × 71 mm | Wizerunek Włodzimierza Lenina | Wieża Vodovzvodnaya                                 | Gwiazdki   | 4 marca 1992      | 26 lipca 1993  |
|       |        | 200 rubli  | 144 x 71 mm | Wizerunek Włodzimierza Lenina | Pałac Kongresów                                     | Gwiazdki   | 1 lipca 1992      | 26 lipca 1993  |
|       |        | 500 rubli  | 144 x 71 mm | Wizerunek Włodzimierza Lenina |                                                     | Gwiazdki   | 1 lipca 1992      | 26 lipca 1993  |
|       |        | 1000 rubli | 144 x 71 mm | Wizerunek Włodzimierza Lenina | Widok moskiewskiego Kremla ze wzgórza Wasilewskiego | Gwiazdki   | 1 lipca 1992      | 26 lipca 1993  |

## Waluty po upadku ZSRR
| Państwo                       | Nowa waluta            | Przelicznik (1 rubel radziecki) | Data wprowadzenia |
| ----------------------------- | ---------------------- | ------------------------------- | ----------------- |
| Armenia                       | Dram                   | 200                             | 22 listopada 1993 |
| Azerbejdżan                   | Manat azerski          | 10                              | 15 sierpnia 1992  |
| Białoruś                      | Rubel białoruski       | 10                              | maj 1992          |
| Estonia                       | Korona estońska        | 10                              | 20 czerwca 1992   |
| Gruzja                        | Lari                   | 1                               | 5 kwietnia 1993   |
| Kazachstan                    | Tenge                  | 500                             | 15 listopada 1993 |
| Kirgistan                     | Som                    | 200                             | 10 maja 1993      |
| Łotwa                         | Rubel łotewski         | 1                               | 7 maja 1992       |
| Litwa                         | Talon                  | 1                               | 1 maja 1992       |
| Mołdawia (bez. Naddniestrza). | Kupon                  | 1                               | 1992              |
| Rosja                         | Rubel rosyjski         | 1                               | 1992              |
| Naddniestrze                  | Rubel naddniestrzański | 1                               | 17 sierpnia 1994  |
| Tadżykistan                   | Rubel tadżycki         | 100                             | 10 maja 1995      |
| Turkmenistan                  | Manat turkmeński       | 500                             | 1 listopada 1993  |
| Ukraina                       | Karbowaniec            | 1                               | 10 stycznia 1992  |
| Uzbekistan                    | Sum                    | 1                               | 15 listopada 1993 |